# 要保護児童
要保護児童（ようほごじどう）は、児童福祉法に基づいた保護的支援を要する児童で、条文では保護者のない児童又は保護者に監護させることが不適当であると認められる児童（第6条の3第8項）と記されている。
保護者のない児童には、孤児、保護者に遺棄された児童、保護者が長期拘禁中の児童、家出した児童、などが含まれる。保護者に監護させることが不適当であると認められる児童には、被虐待児童や非行児童などが含まれ、「保護者の著しい無理解または無関心のため放任されている児童」（ネグレクト）や「不良行為をなし、またはなす恐れのある児童」（虞犯）などもこの範疇に入り得る。

## 対応
要保護児童を発見した者は、児童相談所や市町村へ通告する義務を負う（児童福祉法第25条）。

児童福祉法第二十五条　要保護児童を発見した者は、これを市町村、都道府県の設置する福祉事務所若しくは児童相談所又は児童委員を介して市町村、都道府県の設置する福祉事務所若しくは児童相談所に通告しなければならない。ただし、罪を犯した満十四歳以上の児童については、この限りでない。この場合においては、これを家庭裁判所に通告しなければならない。

市町村に通告された場合は、要保護児童対策地域協議会などを通じて支援や保護を受ける。
緊急性や要保護性が高いと判断された場合、一時保護（児童福祉法第33条）の対象となる場合もある。公的里親制度の対象となるのも要保護児童であり、同制度のガイドラインは「保護者による養育が不十分又は養育を受けることが望めない社会的養護のすべての子どもの代替的養護は、家庭的養護が望ましく、里親委託を優先して検討することを原則とするべきである」と説明している。非行と関連して、警察が児童福祉法第25条に基づいて通告した子どもや、少年法第6条の6第1項に基づいて送致された子どもが、要保護児童として処遇される場合もある。
罪を犯した少年については、14歳未満であれば児童相談所に通告を行い、14歳以上であれば家庭裁判所に通告を行う事になる（児童福祉法第25条1項及び少年法6条1項による義務。ただし、少年法6条は、3条1項2号の14歳未満の触法少年について、家庭裁判所への通告義務が無いとはしていない。）。

## 成人移行期の諸問題
児童福祉法による支援が受けられるのは原則17歳までであり、要保護児童の成人移行期の支援が不十分になりがちであることは、支援者の間で従来から指摘されていた（参考：子どもシェルター）。
2016年から、児童養護施設、自立支援ホームや里親のもとで生育した子どもなどを対象として、一定の要件を満たす場合に返還が免除される資金貸付事業が開始されている。貸付金の対象項目として、家賃、生活資金、資格取得費用などが想定されている。